# Volumenstrom
Der Volumenstrom (oder ungenauer Durchflussrate und Durchflussmenge) ist eine physikalische Größe aus der Fluidmechanik. Sie gibt an, wie viel Volumen eines Mediums pro Zeitspanne durch einen festgelegten Querschnitt transportiert wird. Zumeist ist das Medium ein Fluid (Flüssigkeit oder Gas). Die SI-Einheit des Volumenstroms ist m³/s, gebräuchlich sind je nach Größenordnung des Volumenstroms auch viele andere Einheiten. Beispielsweise ml/min (200 ml/min Blut fließen durch die innere Halsschlagader des Menschen) oder m³/h (im Mittel flossen 1 Million m³/h Erdgas durch die Nord-Stream-Pipeline). Der Volumenstrom wird mittels Durchflussmessern gemessen.
{\displaystyle Q={\dot {V}}={\frac {\mathrm {d} V}{\mathrm {d} t}}}
mit
{\displaystyle Q}: Volumenstrom
{\displaystyle V}: Volumen
{\displaystyle t}: Zeit

## Zusammenhang mit Strömungsgeschwindigkeit
Der Volumenstrom {\displaystyle Q} hängt mit der mittleren Strömungsgeschwindigkeit {\displaystyle v_{A}} durch die Querschnittsfläche {\displaystyle A} zusammen über die Beziehung:
{\displaystyle Q=v_{A}\cdot A}

Skizze zur Erklärung eines Strömungsprofils. In einer Rohrleitung ist die Strömungsgeschwindigkeit einzelner Stromfäden über den Querschnitt nicht konstant. An der Rohrwand ist die Strömungsgeschwindigkeit null und bei ungestörten Strömungen in der Mitte maximal. Die Form des Strömungsprofils hängt von der Reynolds-Zahl ab.

Mit dieser Formel lässt sich bei bekannter Querschnittsfläche (Rohre, Kanäle) der Volumenstrom errechnen, wenn die Fließgeschwindigkeit am durchströmten Querschnitt bekannt ist.
Die Strömungsgeschwindigkeit in einem Querschnitt ist im Allgemeinen nicht konstant über den Querschnitt (siehe Darstellung), für laminare Strömung ergibt sich die mittlere Strömungsgeschwindigkeit allgemein zu
{\displaystyle v_{A}={\frac {1}{A}}\cdot \int _{A}v(y,z)\,\cdot \mathrm {d} A}
mit
{\displaystyle v(y,z)}: Geschwindigkeit an der Stelle {\displaystyle (y,z)} des Querschnitts, mit Strömung in {\displaystyle x}-Richtung.

## Kontinuitätsgesetz

Skizze zur Erklärung der Erhaltung des Volumenstroms eines inkompressiblen Fluids bei Änderung des durchströmten Querschnitts.

Bei sich änderndem Querschnitt gilt für Strömungen inkompressibler Fluide das Kontinuitätsgesetz:
{\displaystyle Q=A_{1}\cdot v_{1}=A_{2}\cdot v_{2}}
Dabei ist {\displaystyle A_{1}} der Querschnitt, durch den das Fluid mit einer mittleren Geschwindigkeit {\displaystyle v_{1}} strömt. Ändert man den Querschnitt auf {\displaystyle A_{2}}, so ändert sich die mittlere Strömungsgeschwindigkeit auf {\displaystyle v_{2}}. Anders ausgedrückt: Für inkompressible Fluide ist der Volumenstrom eine Erhaltungsgröße bei Querschnittsänderungen der Strömung.
Flüssigkeiten sind in erster Näherung inkompressibel, d. h. ihre Dichte ändert sich nicht, wenn man den Strömungsquerschnitt bei konstantem Volumenstrom aufweitet oder einschnürt (und somit den Druck ändert). Für Gase gilt dies dagegen nicht, da sie kompressibel sind.

## Zusammenhang mit Massenstrom
Der Massenstrom {\displaystyle q_{m}} hängt über
{\displaystyle q_{m}={\dot {m}}={\frac {\mathrm {d} m}{\mathrm {d} t}}=\rho \cdot {\dot {V}}=\rho \cdot Q}
mit dem Volumenstrom {\displaystyle Q} zusammen, falls die Dichte {\displaystyle \rho } über den Querschnitt konstant ist. Sonst muss dieses Produkt über den Querschnitt integriert werden.

## Normvolumenstrom
Das Volumen einer gegebenen Stoffmenge Gas ist abhängig von Druck und Temperatur. Da beide Größen in Rohrleitungsnetzen oder industriellen Prozessen nicht konstant sind, wird der Volumenstrom von Gasen oft als Normvolumenstrom angegeben. Dazu wird das in einer bestimmten Zeitspanne gemessene Volumen (Betriebsvolumen) auf ein Normvolumen mit festgelegtem Druck und Temperatur umgerechnet. Es gilt
{\displaystyle Q_{\mathrm {N} }=Q\cdot {\frac {p\cdot T_{\mathrm {N} }}{p_{\mathrm {N} }\cdot T}}} ,
dabei sind {\displaystyle p} und {\displaystyle T} tatsächlich vorherrschender Druck und Temperatur während der Betriebsvolumenmessung und {\displaystyle p_{\mathrm {N} }} und {\displaystyle T_{\mathrm {N} }} Druck und Temperatur der Normbedingungen (beispielsweise {\displaystyle p_{\mathrm {N} }=1{,}01325\,\mathrm {bar} } und {\displaystyle T_{\mathrm {N} }=273{,}15\,\mathrm {K} }, die Normbedingungen variieren weltweit und umfassen auch noch weitere Bedingungen wie Luftfeuchte). Hierbei müssen {\displaystyle T} und {\displaystyle T_{\mathrm {N} }} als absolute Temperatur verstanden werden. Diese hängt mit der Celsius-Temperatur {\displaystyle t} wie folgt zusammen: {\displaystyle T/\mathrm {K} =t/^{\circ }\mathrm {C} +273{,}15}.

## Bezeichnungen
In manchen Bereichen der Naturwissenschaft und Technik werden Volumenströme kurz als -fluss bezeichnet, z. B. der Abfluss in der Hydrologie, vgl. Fluss (Physik). In Technik und Wirtschaft kann auch ein Brennstoffdurchsatz, eine Fördermenge, eine Förderleistung oder das Saugvermögen einer Pumpe als Volumenstrom angegeben sein. In der Medizin spricht man analog vom Herzzeitvolumen oder synonym vom Herzminutenvolumen mit der Einheit l/min.